# Lorena Forteza
Lorena Forteza (Bogotá, 10 de marzo de 1976) es una actriz y modelo colombiana.

## Carrera
Forteza nació en Colombia y a los tres años de edad se mudó a Europa con su familia, radicándose en España. Empezó a dedicarse al modelaje desde los quince años.
Ganó reconocimiento en el Viejo Continente por su desempeño en las pasarelas italianas y por su aparición en la película dirigida por Leonardo Pieraccioni, Il Ciclone. El director había descubierto a Forteza en 1996 en un anuncio televisivo de una línea de calzado deportivo y decidió darle el papel de Caterina en la película. En septiembre de 1997 fue fotografiada para la edición italiana de la revista Playmen.
Tras el éxito de Il Ciclone, Forteza realizó algunas apariciones esporádicas en televisión, reapareciendo en la película colombiana de 1998 Golpe de estadio y en el telefilme italiano de 2005 Il mondo é meraviglioso, donde interpretó el papel de Elena Martínez.

## Filmografía destacada

### Cine
- Il Ciclone (1996)
- Facciamo fiesta (1997)
- Golpe de estadio (1998)

### Televisión
- Il mondo è meraviglioso (2005)